# ケン・ランデンバーガー
ケン・ランデンバーガー (Kenneth "Ken" Henry Landenberger ：ケネス・"ケン"・ヘンリー・ランデンバーガー、1928年7月29日 - 1960年7月28日) は、アメリカ合衆国・オハイオ州出身の元プロ野球選手 (MLB) である。ポジションはファーストで、1952年の1シーズンだけメジャーの舞台でプレーした。

## 経歴
オハイオ大学を経て1948年のシーズン前、アマチュアのFA選手としてシカゴ・ホワイトソックスと契約を結んだ。同年9月20日の対セントルイス・ブラウンズ (現在のボルチモア・オリオールズ) 戦で、代打でメジャーデビューを果たしたが、三振に倒れた。約1週間後の9月28日、結果としてランデンバーガーにとってメジャー最後の試合に出場。対戦カードは同じくブラウンズであり、ランデンバーガーは「4番・ファースト」でスタメン出場を果たしてメジャー唯一のヒットを放った。この試合では、守備率1.000を記録した (メジャーで守備に就いた唯一の試合) 。
マイナーリーグでは1958年までプレーし、4度のシーズン20本塁打以上 (うち1度は30本塁打) を記録、通算169本塁打を放っている。
1960年7月28日に生まれ故郷クリーブランドで死去。オハイオ州メイフィールド・ハイツのホワイトヘブン・メモリアル・パーク（Whitehaven Memorial Park）に埋葬された。

## 詳細情報

### 背番号
シカゴ・ホワイトソックス
- 34 (1952)

### 年度別打撃成績 (MLB)
| 年 度     | 球 団     | 試 合 | 打 席 | 打 数 | 得 点 | 安 打 | 二 塁 打 | 三 塁 打 | 本 塁 打 | 塁 打 | 打 点 | 盗 塁 | 盗 塁 死 | 犠 打 | 犠 飛 | 四 球 | 敬 遠 | 死 球 | 三 振 | 併 殺 打 | 打 率 | 出 塁 率 | 長 打 率 | O P S |
| --------- | --------- | ----- | ----- | ----- | ----- | ----- | -------- | -------- | -------- | ----- | ----- | ----- | -------- | ----- | ----- | ----- | ----- | ----- | ----- | -------- | ----- | -------- | -------- | ----- |
| 1952      | CHW       | 2     | 5     | 5     | 0     | 1     | 0        | 0        | 0        | 1     | 0     | 0     | 0        | 0     | -     | 0     | -     | 0     | 2     | 0        | .200  | .200     | .200     | .400  |
| 通算：1年 | 通算：1年 | 2     | 5     | 5     | 0     | 1     | 0        | 0        | 0        | 1     | 0     | 0     | 0        | 0     | -     | 0     | -     | 0     | 2     | 0        | .200  | .200     | .200     | .400  |

- 「-」は記録なし。